# Irmina von Oeren

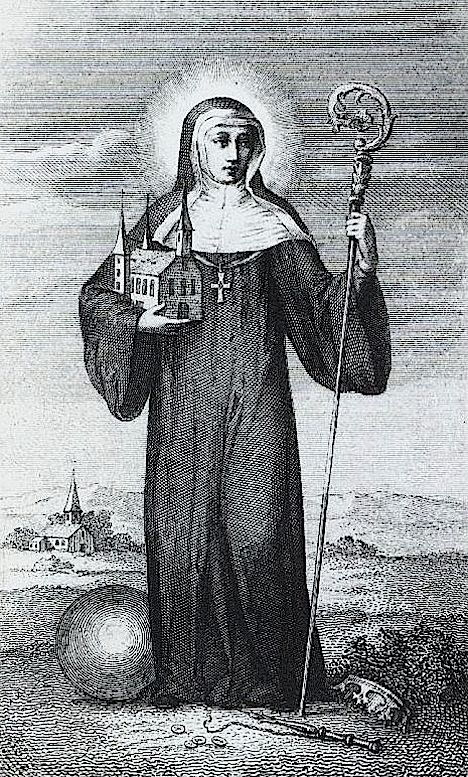
Irmina von Oeren

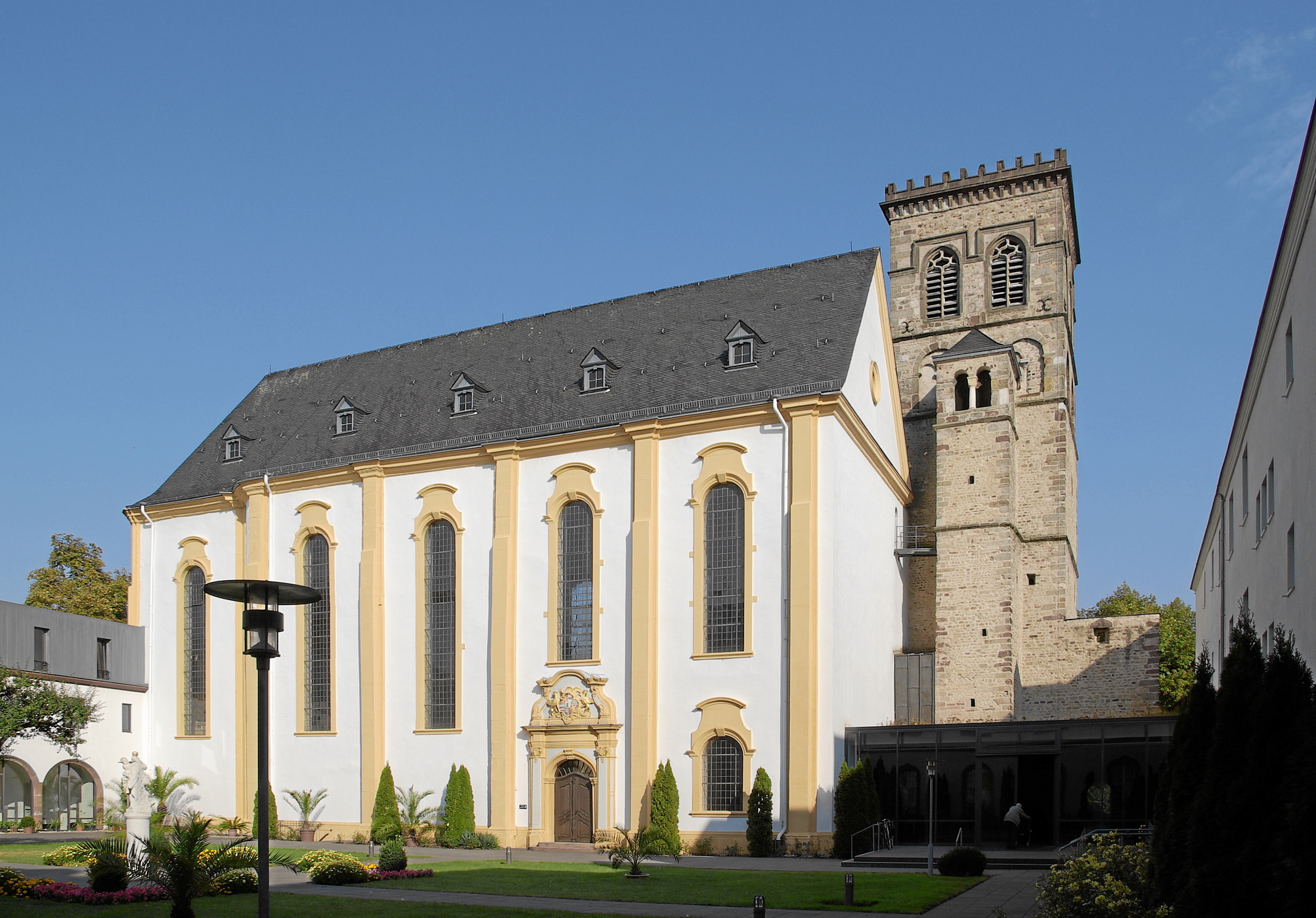
Heutige Ansicht des ehemaligen Klosters St. Irminen (früher Oeren) in Trier

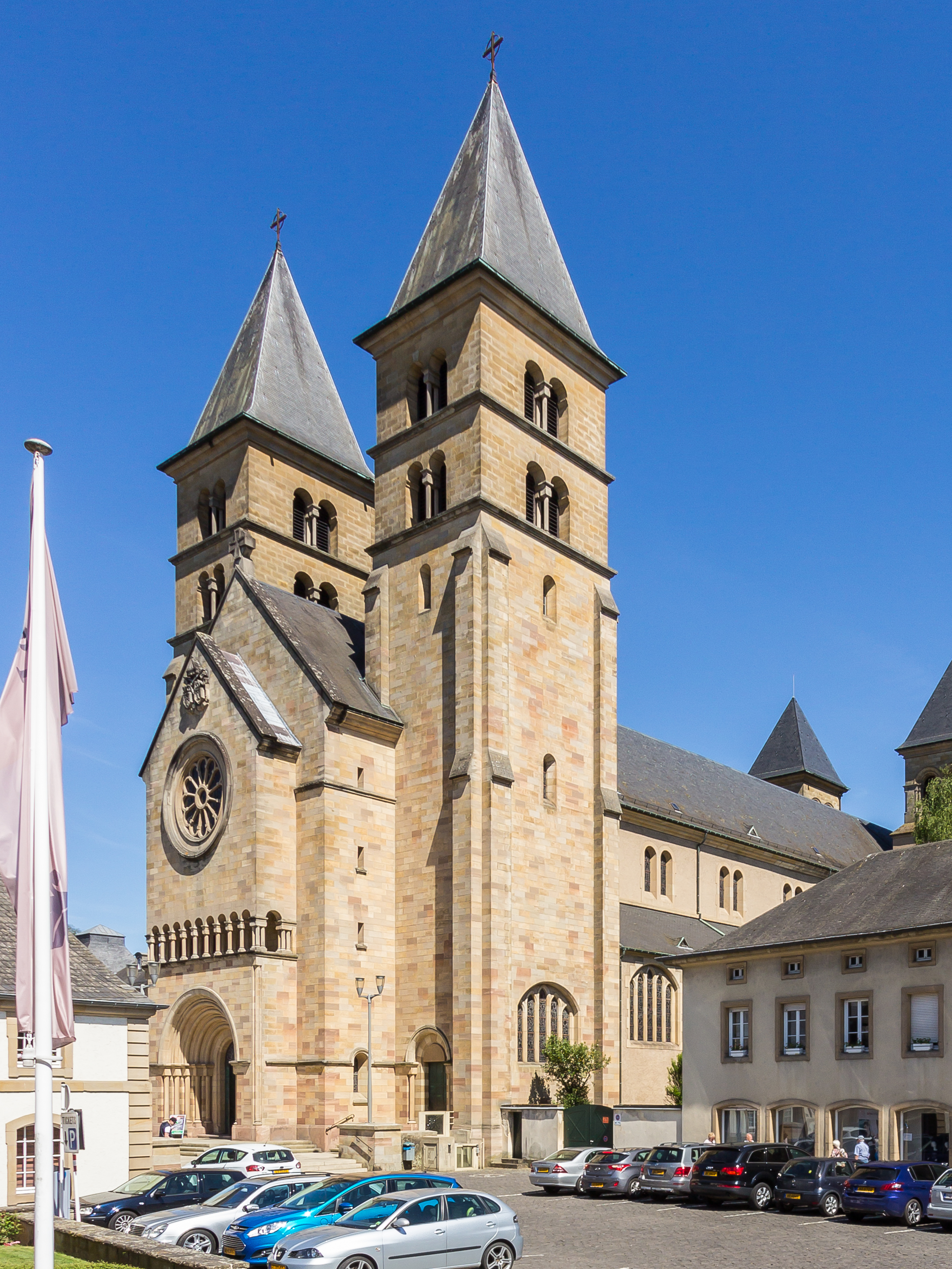
Klosterkirche Echternach

Irmina von Oeren, auch Irmina von Trier, († 704/710) war die Ehefrau des Hugobert aus der Familie der Hugobertiner, der vermutlich den Titel eines Seneschalls und Pfalzgrafen trug. Ihre Eltern sind nicht bekannt, auch wenn sie in der Trierer Tradition irrtümlich mindestens seit dem 11. Jahrhundert als Tochter des Merowingerkönigs Dagobert I. geführt wurde. Sicher ist lediglich, dass sie zu einer der mächtigen Familien Austriens gehörte, die eng mit den Karolingern verbunden war, und dass sie eine der Vorfahren Karls des Großen ist.

## Kinder
- Plektrudis, 691/717 bezeugt, der ersten Ehefrau Pippins des Mittleren und Gründerin des Klosters St. Maria im Kapitol in Köln
- Adela von Pfalzel (* um 660; † um 735), Gründerin des Frauenklosters Pfalzel
- Regintrud, die in zweiter Ehe nach dem Tod ihres ersten Ehemanns den Herzog Theodbert von Bayern heiratete
- Chrodelind
- Bertrada der Älteren (* um 670; † nach 721), der Gründerin der Abtei Prüm und Mutter des Grafen Heribert von Laon, der der Vater Bertradas der Jüngeren wurde, die wiederum die Mutter Karls des Großen ist.

## Wirken
Irmina von Oeren war – nach dem Tod Hugoberts im Jahr 697 – die Mitbegründerin des Klosters Echternach, dessen Grundlagen sie 697/698 durch eine Schenkung gemeinsam mit Basin, dem Bischof von Trier, und dessen Neffen Liutwin legte und das sie Willibrord anvertraute.
Sie war die zweite Äbtissin des Frauenklosters Oeren (ursprünglich St. Marien, später umbenannt in St. Irminen) in Trier. Die Trierer Tradition nennt sie irrtümlich als Gründerin auch dieses Klosters.
Das Kloster wurde zwischen 635 und 650 unter Bischof Modoald in den Anlagen der römischen Getreidespeicher (horrea – daraus wurde später Oeren) am rechten Moselufer gegründet. Die erste Äbtissin war Modesta von Oeren. Modesta gehörte dem austrasischen Adel an und war mit Gertrud von Nivelles und Chlodulf, Bischof von Metz, befreundet.
Irmina starb vermutlich Ende 705 oder Anfang 706. Sie soll am 24. Dezember 708 in Weißenburg im Elsass beerdigt worden sein, wo noch im 15. Jahrhundert in der Kirche St. Peter und Paul ihr corpus integrum zu den Reliquien zählte. Ihr dortiges Hochgrab aus gotischer Zeit fiel den Zerstörungen in Folge der Französischen Revolution zum Opfer.
Irmina wird in der römisch-katholischen Kirche als Heilige verehrt. Ihr Gedenktag ist der 24. Dezember.